# Sandi Sitar
Sandi Sitar [sándi sítar], slovenski umetnostni zgodovinar, pisatelj, publicist in novinar, 31. avgust 1937, Ljubljana.

## Življenje
Sitar je leta 1964 na Filozofski fakulteti v Ljubljani diplomiral iz umetnostne zgodovine in prav tam leta 1990 tudi zagovarjal doktorsko nalogo Zgodovina slovenskega letalstva v pionirskem obdobju. Nato je bil zaposlen večinoma v novinarstvu in na televiziji, med drugim je bil od leta 1962 do 1968 novinar in urednik  na Televiziji Ljubljana in pri časopisu Primorske novice (1968 - 1970), Dnevnik (1973 - 1991) ter pri drugih časopisih (1991-92 je bil glavni urednik Slovenca). Leta 1991 je kot višji znanstveni sodelavec SAZU sourejal Slovenski biografski leksikon.
Za svoje delo je dobil doslej dve vidnejši priznanji: za knjigo Letalstvo in Slovenci leta 1985 Kajuhovo nagrado, »za odličnost v komuniciranju znanosti« pa leta 2005 naslov Prometej znanosti.

## Literarno delo
Sandi Sitar piše novele, drame, radijske igre, kritike in članke. Njegova pripovedna dela razkrivajo smisel za besedno igro in domiselno zgodbo. V mlajših letih je pisal leposlovje, nato pa se je usmeril v t. i. stvarno literaturo, zlasti s področja zgodovine znanosti, umetnosti in tehnike. Kot del kulturne zgodovine ga zanimajo tudi ezoterična področja (astrologija, alkimija, prostozidarstvo itn.). Žanrsko prevladujejo s teh področij v književnosti sintetična in biografska dela, v periodiki pa je Sitar avtor doslej še nepreštetega, a vsekakor velikega števila objav, ki povezujejo zgodovinske dogodke s sedanjimi in so namenjene zlasti popularizaciji ustvarjalnih osebnosti in področij.
Piše tudi za radio (tu je dobil vrsto nagrad za otroške in odrasle radijske igre), televizijo in film.
Sitar raziskuje zgodovino slovenske znanosti in tehnike. Mdr. je bil urednik Zbornika za zgodovino naravoslovja in tehnike. Obširno je njegovo uredniško delo, tako je oskrbel izida knjig Dvanajst velikih Slovencev (Mihelač 1994), in Herman Potočnik-Noordung: Problem vožnje po vesolju (Slovenska matica 1986, ponatis 1999). Je avtor številnih biografskih gesel v Enciklopediji Slovenije, Slovenskem biografskem leksikonu in drugi enciklopedični ter leksikografski literaturi.
Izdana dela:
- Mala vojna poštevanka (Partizanska knjiga, 1972)
- Divji lov (Obzorja, 1972)
- Z Desenic Veronika z Desenic (Partizanska knjiga, 1974)
- Kakšna je razlika med enim vrabcem? Nobena.-Obe nogici ima enako tenki. Zlasti levo. (Lipa, 1974)
- Jurij Vega v sliki in besedi (Mladinska knjiga, 1974)
- Jurij Vega, Znameniti Slovenci (Partizanska knjiga, 1983)
- Letalstvo in Slovenci I (Borec, 1985)
- Sto slovenskih znanstvenikov, zdravnikov in tehnikov (Prešernova družba, 1987)
- Edvard Rusjan, Znameniti Slovenci (1989)
- Jožef Stefan, pesnik in fizik (Park, 1993)
- Z vozili skozi čas (Prešernova družba, 1996)
- Jurij Vega, (Turistično društvo Dolsko 1997, dopolnjeni ponatis 2002)
- 100 let avtomobilizma na Slovenskem (DZS, 1998)
- Vegov spomenik (Turistično društvo Dolsko in Senožeti, 2004)
- Slovenci, državljani sveta (Kmečki glas, 2012)